# 요라촌
요라촌(与良村)은 나가사키현 시모아가타군에 있던 촌이다. 

## 지리
쓰시마섬의 최남단에 위치해 있다 

## 역사
- 1908년 4월 1일 - 도서정촌제 시행에 의해 시모아가타군 요라촌이 성립하였다.
- 1912년 4월 1일 - 요라촌의 일부(아가미, 우라야마, 오라, 구와, 사스세, 쓰즈, 우치야마, 요라나이인)가 합병해 구타촌이 성립, 잔부는 쓰즈촌으로 분립하여 소멸하였다.

## 지명
- 아가미 安神（あがみ）
- 우치야마 内山（うちやま）
- 오라 尾浦（おうら）
- 구와 久和（くわ）
- 사스세 佐須瀬（さすせ）
- 쓰쓰 豆酘（つつ）
- 쓰쓰세 豆酘瀬（つつせ）
- 쓰쓰나인 豆酘内院（つつないいん）
- 요라나인 与良内院（よらないいん）

## 참고문헌
- 角川日本地名大辞典 42 長崎県
- 平山棐 編『津島紀事』350頁-456頁（1917年）国立国会図書館デジタルコレクション
- 長崎縣告示第百二十四號『下県郡厳原町の内大字久田分割並びに与良村を廃し久田村及び豆酘村を置くの件 보관됨 2018-08-26 - 웨이백 머신』長崎県公報 明治45年3月2日付号外
- 長崎縣令第十四號『下県郡厳原町の内大字久田分割並びに与良村を廃し久田村及び豆酘村を置くの件 보관됨 2018-08-26 - 웨이백 머신』長崎県公報 明治45年3月5日付号外